# Färgdiagram

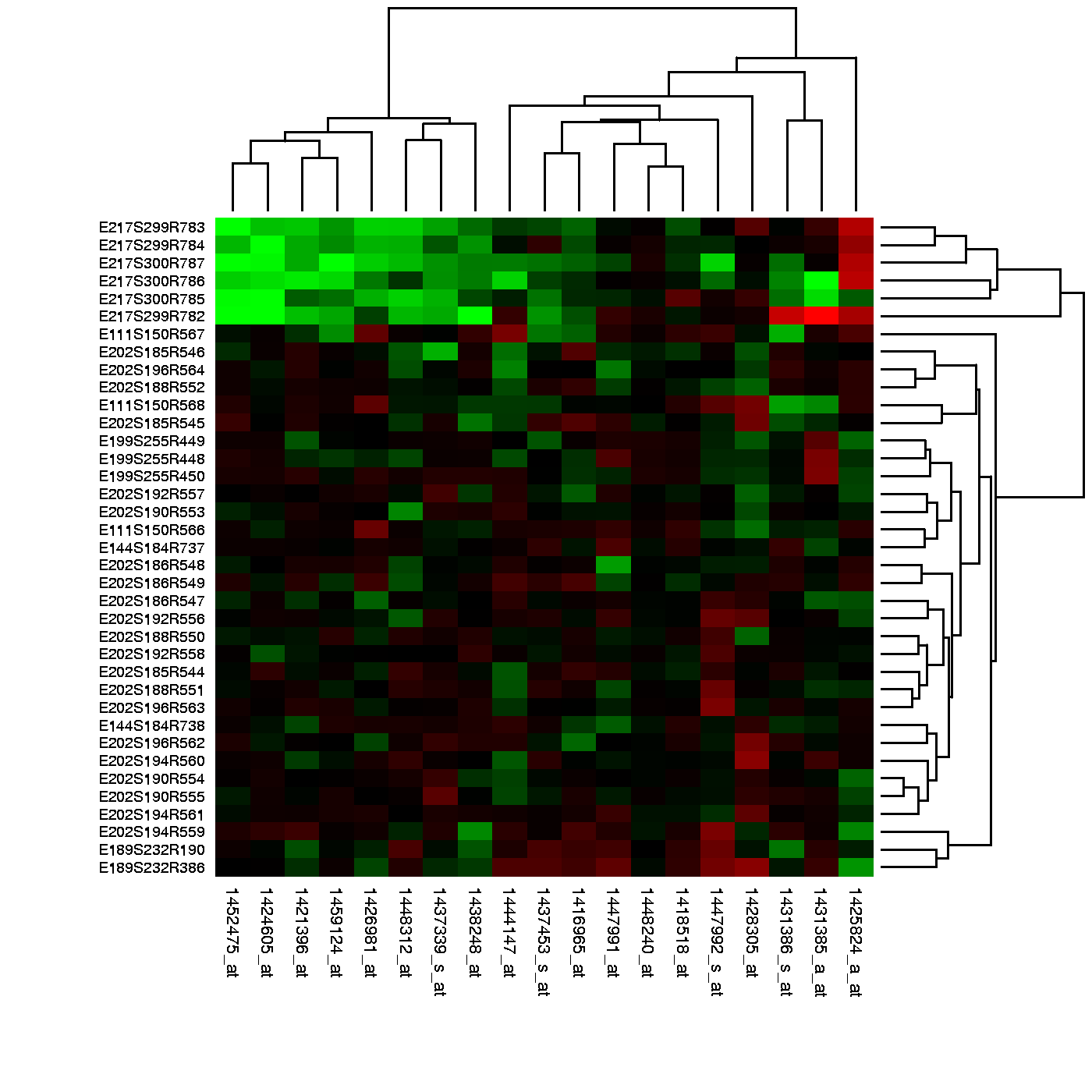
Färgdiagram som visar genuttrycksdata från en mikromatris.

Ett färgdiagram är en grafisk representation av data där värdena representeras med färger.
Färgdiagram används ofta inom molekylärbiologin för att visa och jämföra genuttryck mellan olika prover, särskilt då mikromatriser har använts. Det är vanligt att proverna sorteras efter hur lika de är, vilket kan illustreras med ett dendrogram intill färgdiagrammet.